# جابر رزق الفولي
جابر رزق الفولي (2 أكتوبر 1936 - 20 يونيو 1988) هو كاتب وصحفي وباحث مصري.

## حياته ونشأته
ولد في 2 أكتوبر 1936م في قرية كرداسة التابعة لمحافظة الجيزة، نشأ في بيئة متوسطة الحال، وله 3 أبناء أيمن، وأشرف، وأحمد.
- درس الابتدائية في كرداسة، والثانوية بمدرسة السعيدية، ثم عمل مدرساً للغة الفرنسية، أكمل المرحلة الجامعية بجامعة القاهرة في كلية الآداب قسم الصحافة، وتخصص في العمل الصحفي.[2]

## مسيرته
عمل في مجلة الإذاعة والتلفاز الصادرة عن وزارة الإعلام المصرية سنة 1962م، وكان قد تعرف على الإخوان المسلمين منذ طفولته في قرية كرداسة، ثم انتظم معهم في شبابه وشارك في الحياة السياسية، حيث اعتقل سنة 1965م، وحوكم مع الإخوان المسلمين "سيد قطب وإخوانه"، وحكم عليه بالسجن لمدة خمس عشرة سنة، قضى منها تسع سنوات في السجن، وأفرج عنه سنة 1974م.
وفي سنة 1976م صدرت مجلة الدعوة بإشراف عمر التلمساني، ورأس تحريرها صالح عشماوي وتولى جابر رزق مدير تحريرها، وفي سنة 1981م سجن مرة أخرى مع قيادات الإخوان المسلمين وغيرهم لمدة خمسة أشهر، وفي 1986م تولى رئاسة تحرير مجلة لواء الإسلام الناطقة بلسان الإخوان المسلمين، وكان يكتب في العديد من الصحف والمجلات، كمجلة الاعتصام، وصحيفة الشعب، وصحيفة النور، ومجلة الأمة القطرية، ومجلة الإصلاح الإماراتية، ومجلة المجتمع الكويتية.
كما سجل العديد من اللقاءات الإذاعية والتلفازية، وشارك في عشرات المؤتمرات والندوات والمهرجانات وظل متمسكاً بمبادئه، مواصلاً الطريق الذي اختاره، وقد ألّف عدة كتب، فضح فيها ما يجري في المعتقلات والسجون من تعذيب رهيب فاق في شراسته فظائع محاكم التفتيش، ومظالم الشيوعية والنازية والصهيونية، وساهم مع إخوانه في إعادة تنظيم صفوف الإخوان وبخاصة بالمدارس والجامعات.
كما فضح المؤامرات والمخططات التي تولّت كِبرَها الولايات المتحدة الأمريكية، وتصدى لحركات البعث والإحياء الإسلامي، والصحوة الإسلامية المباركة، التي عمَّت العالم الإسلامي كله، وكان مهموماً بقضايا الوطن الإسلامي، وخصص له باباً في المجلة "وطننا الإسلامي".
كما قام بتعميق دور الصحوة الإسلامية المعاصرة، وأرسى قواعد بنائها، وأشاع مفاهيمها، وركز على برامجها التربوية العملية وبخاصة في محيط الشباب، واهتم ببناء قاعدة إعلامية لجماعة الإخوان المسلمين من شباب الإخوان، كما كان منفتحاً على التيارات الأخرى، وكانت له فيها صداقات كثيرة، وكان أول من يحضر إلى مكتبه بعد صلاة الفجر ليقرأ الورد القرآني ويطالع الصحف ويكتب ثم يتفرغ لإدارة المكتب الإعلامي للإخوان.

## مؤلفاته
للأستاذ جابر رزق أكثر من أربعة عشر مؤلفاً في الفكر والدعوة والتراجم. ومن أهمها:
مذابح الإخوان في سجون ناصر.
الإمام الشهيد حسن البنا بأقلام تلامذته ومعاصريه.
الدولة والسياسة في فكر حسن البنا.
المؤامرة على الإسلام مستمرة.
محمد عواد الشاعر الشهيد.
مذبحة الإخوان المسلمين في ليمان طرة.
الأسرار الحقيقية لاغتيال الإمام الشهيد حسن البنا.
طه حسين.. الجريمة والإدانة.
حسن الهضيبي الإمام الممتحن.
الإخوان المسلمون في سورية.
النصيرية.
هذا بالإضافة إلى المئات من البحوث والدراسات والمقالات والتحقيقات التي قام بها أثناء جولاته الدعوية في أنحاء العالم العربي والإسلامي وفي البلاد الأوروبية، وأمريكا، وقد أعدَّ حملة صحفية حول التعذيب الذي تعرض له الإخوان في السجون.

## وفاته
- توفي يوم الإثنين 6 ذو القعدة 1408 هـ الموافق 20 يونيو 1988 عن عمر يناهز الثانية والخمسين بعد عودته من مؤتمر في إسطنبول بتركيا[3]